# 新井史人
新井 史人（あらい ふみひと、1963年8月1日 - ）は、日本の工学者。東京大学大学院工学系研究科教授。専門はロボット工学。博士（工学）（名古屋大学・1993年)。

## 略歴
- 1986年 東京理科大学工学部機械工学科卒業
- 1988年 東京理科大学大学院工学研究科機械工学専攻修士課程修了
- 1988年 富士写真フイルム株式会社入社
- 1989年 名古屋大学工学部機械工学第二学科助手
- 1993年 名古屋大学より博士（工学）の学位を取得
- 1994年 名古屋大学工学部機械工学第二学科講師
- 1997年 名古屋大学大学院工学研究科マイクロシステム工学専攻・機械情報システム工学専攻講師
- 1998年 名古屋大学大学院工学研究科マイクロシステム工学専攻・機械情報システム工学専攻助教授
- 2005年 東北大学大学院工学研究科バイオロボティクス工学専攻教授
- 2010年 名古屋大学大学院工学研究科機械理工学専攻教授
- 2010年 名古屋大学大学院工学研究科マイクロ・ナノシステム工学専攻教授
- 2014年 名古屋大学未来社会創造機構教授(工学研究科マイクロ・ナノシステム工学専攻兼任)
- 2017年 名古屋大学未来社会創造機構教授(工学研究科マイクロ・ナノ機械理工学専攻兼任)
- 2020年 東京大学大学院工学系研究科機械工学専攻教授[1]

## 主な所属学会
- IEEE
- 日本機械学会
- 日本ロボット学会
- 計測自動制御学会
- 電気学会
- 化学とマイクロ・ナノシステム学会
- 日本VR学会など

## 主な受賞
- 2000年 Early Academic Career Award
- 2000年 NEDO地域コンソーシアム 優秀プロジェクト
- 2000年 IECON-2000 Conference Paper Award
- 2000年 IECON-2000 Appreciation Awards
- 2001年 日本機械学会ロボティクス・メカトロニクス部門一般表彰（ROBOMEC表彰）
- 2003年 2003 International Symposium on Micromechatronics and Human Sciences, Best Paper Award
- 2003年 International Conference on Control Science and Engineering, Best Paper Award
- 2004年 2004 International Symposium on Micromechatronics and Human Sciences, Best Paper Award
- 2004年 2004 International Symposium on Micromechatronics and Human Sciences, Best Poster Award
- 2004年 日本機械学会ロボティクス・メカトロニクス部門 学術業績賞
- 2004年 日本ロボット学会 論文賞
- 2005年 5th IEEE Conference on Nanotechnology, Best Poster Award
- 2005年 2005 International Symposium on Micro-NanoMechatronics and Human Sciences, Best Poster Award
- 2006年 日本機械学会ロボティクス・メカトロニクス部門一般表彰（ROBOMEC表彰）
- 2006年 2006 International Symposium on Micro-NanoMechatronics and Human Sciences, Best Paper Award
- 2006年 2006 International Symposium on Micro-NanoMechatronics and Human Sciences, Best Poster Award
- 2007年 日本機械学会フェロー
- 2007年 第15回化学とマイクロ・ナノシステム研究会 ベストポスター賞
- 2007年 Transactions on Automation Science and Engineering 2006 Googol Best New Application Paper Award
- 2007年 計測自動制御学会 論文賞
- 2007年 2007 International Symposium on Micro-NanoMechatronics and Human Sciences, Best Paper Award
- 2007年 2007 International Symposium on Micro-NanoMechatronics and Human Sciences, Best Poster Award
- 2007年 Best Poster Award
- 2008年 Best Automation Paper
- 2008年 2008 International Symposium on Micro-NanoMechatronics and Human Sciences, Best Paper Award
- 2008年 2008 International Symposium on Micro-NanoMechatronics and Human Sciences, Best Poster Award
- 2008年 SI2008優秀講演賞
- 2008年 SI2008優秀講演賞
- 2009年 2008 Award for Excellence in Physical Sciences & Mathematics
- 2009年 2009 Most Active Technical Committee Award
- 2009年 日本機械学会ロボティクス・メカトロニクス部門一般表彰（ROBOMEC表彰）
- 2009年 2009 NTC Distinguished Service Award of the Nanotechnology Council
- 2009年 2009 International Symposium on Micro-NanoMechatronics and Human Sciences, Best Paper Award
- 2010年 計測自動制御学会技術賞
- 2010年 日本機械学会賞（論文）
- 2011年 IEEE International Conference on Robotics and Automation Best Video Award
- 2012年 IEEE International Conference on Robotics and Automation Best Conference Paper Award
- 2013年 産学官連携功労者表彰（文部科学大臣賞）
- 2013年 計測自動制御学会論文賞（蓮沼賞）
- 2013年 FA財団平成24・25年度「論文賞」
- 2014年 日本ロボット学会学会誌論文賞
- 2015年 第20回ロボティクス・シンポジア最優秀論文賞
- 2015年 文部科学大臣表彰 科学技術賞（研究部門）
- 2015年 日本機械学会ロボティクス・メカトロニクス部門功績賞
- 2015年 日本コンピュータ外科学会講演論文賞
- 2015年 日本ロボット学会フェロー称号授与
- 2016年 計測自動制御学会学会賞（論文賞）
- 2017年 日本ロボット学会功労賞
- 2018年 第1回東京理科大学物理学園賞